# Galeodea echinophora
Galeodea echinophora és una espècie de grans gastròpodes marins, la seva closca fa de 50 a 110 mm i viu al Mediterrani Oriental. És una espècie comestible tot i que no és gaire apreciada.

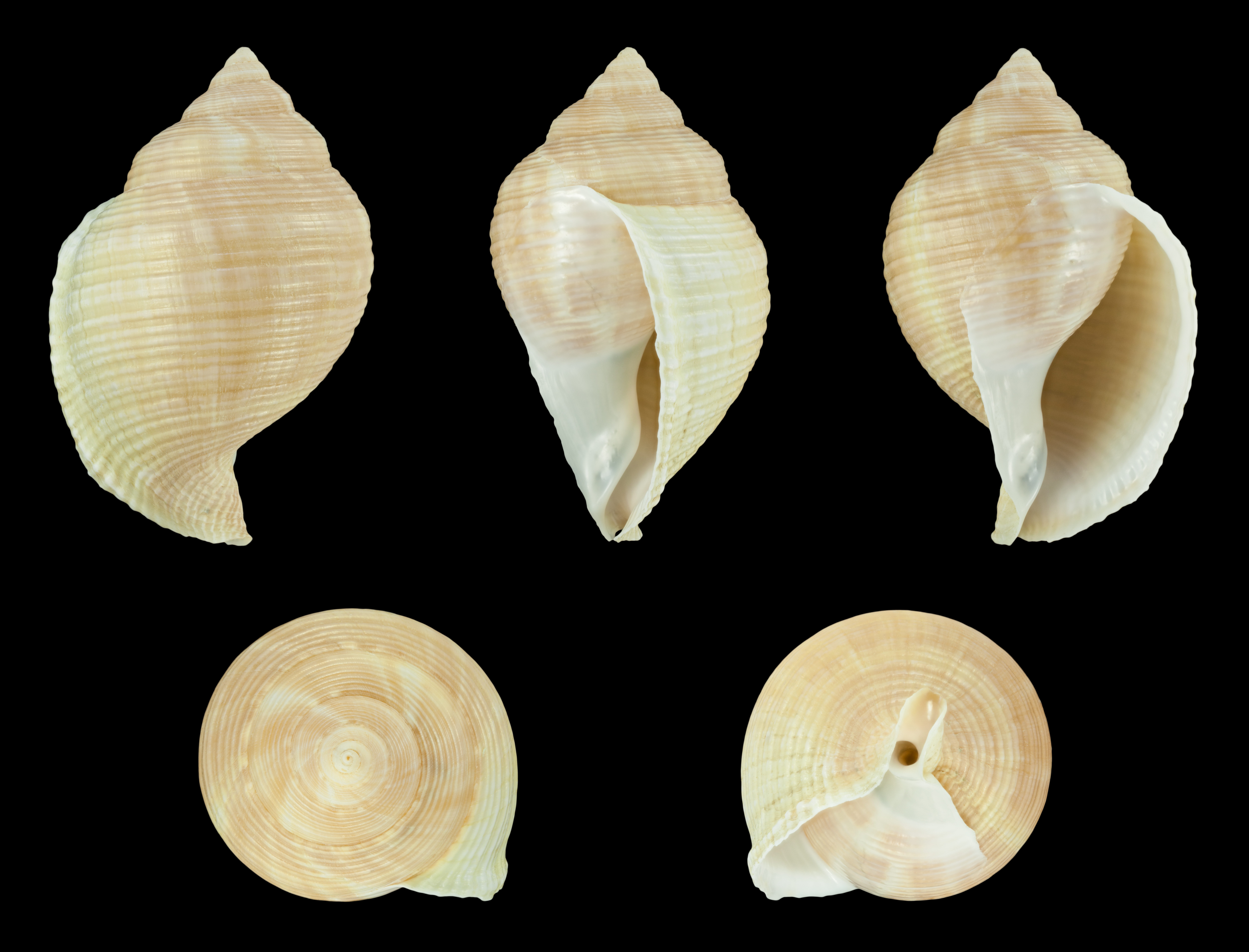
var. adriatica

S'alimenta sobretot d'equinoderms. Viu al fons del mar,fins als 10 metres de fondària, en llocs sorrencs o fangosos.

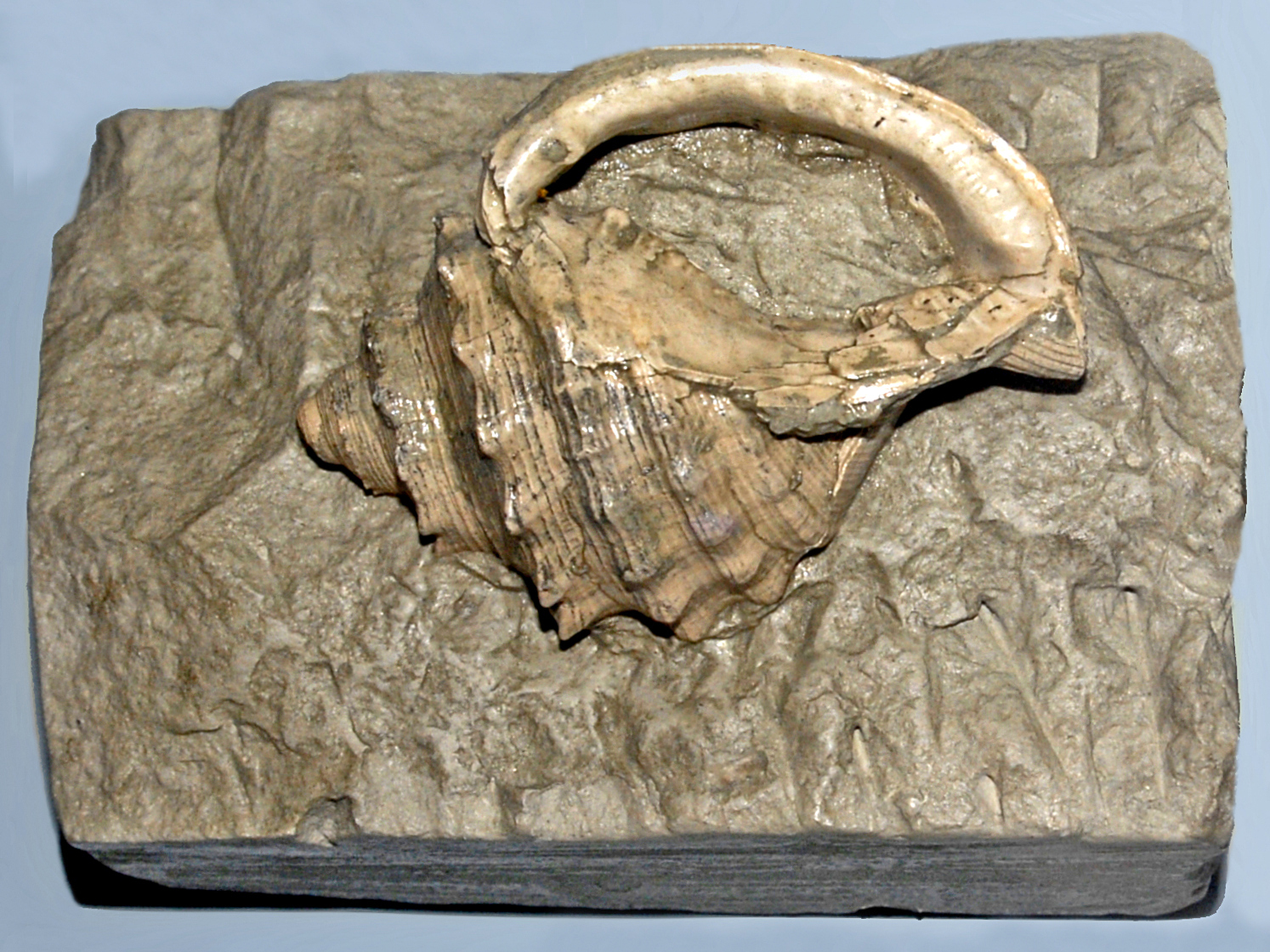
Fòssil de Galeodea echinophora

Els seus fòsils s'han trobat a l'Índia, Espanya i Itàlia.